# Saint-Pierre-de-Chignac
Saint-Pierre-de-Chignac – miejscowość i gmina we Francji, w regionie Nowa Akwitania, w departamencie Dordogne.
Według danych na rok 1990 gminę zamieszkiwało 771 osób, a gęstość zaludnienia wynosiła 49 osób/km² (wśród 2290 gmin Akwitanii Saint-Pierre-de-Chignac plasuje się na 536. miejscu pod względem liczby ludności, natomiast pod względem powierzchni na miejscu 719.).